# Református templom (Kánó)
A református templom Kánó legrégibb, fennmaradt épülete.

## Története
Magát az épületet – valószínűleg az előző, egyes források szerint 1596-ban emelt templom megnagyobbításával – 1804-ben építették, torony nélkül. A déli homlokzat előtt álló, 18 m magas toronnyal 1886-ban egészítették ki, a keleti oldal közepéhez 1927-ben toldották a bejárati előteret.

## Az épület
Az épület késő barokk stílusú, nyeregtetős. Homlokzatait falsávok tagolják. Az ablakok szalagkeretesek, kosárívesek. A templomon kívül, annak délkeleti sarkánál áll az I. világháborús hősi halottak emléktáblája.
A 8 m * 17 m-es, téglalap alakú hajó sarkai elöl lekerekítettek; a hajót hevederívek között négy falpilléren három csehsüvegboltozat fedi. A középső boltozat stukkódíszében 1804-es évszám olvasható.

## Belső berendezése
A 7 m * 21 m-es templomhajót kazettás, festett famennyezet díszíti. A hajó két végében középen oszloppal alátámasztott fakarzat magasodik, a torony felőlin orgonával.
Berendezése egyszerű, barnára mázolt. A falubeliek emlékezete szerint a korábbi templomból átörökített, szép, festett berendezést 1927-ben leszedték; abból mindössze két tárgy maradt meg:
- az úrasztala az ajtaján olvasható felirat szerint 1782-ben készült. Oldalain növénymintákat ábrázoló festéknyomok vehetők ki;
- a szószék mögött 1787-es évszámot viselő tábla tanúsítja, hogy a belső tér egykor sokkal díszesebb volt. Kívül, az épület délkeleti sarkán látható a község I. világháborús hősi halottainak emléktáblája.